# Sergey Klyachin
Sergueï Nikolaevich Klyachin (en russe : Сергей Николаевич Клячин), né le 20 novembre 1986 à Tchaïkovski, est un biathlète russe.

## Carrière
En 2007, il prend part à ses premières compétitions internationales, dont l'Universiade et les Championnats du monde de biathlon d'été junior, où il gagne la médaille de bronze sur la poursuite. Il est de nouveau sélectionné dans l'équipe nationale russe en 2012, où il collecte ses premières médailles hivernales avec deux médailles de bronze aux Championnats d'Europe des moins de 26 ans (sprint et relais) et sa première victoire en IBU Cup à Altenberg. Juste après, il est convié à l'étape de Coupe du monde à Khanty-Mansiïsk. En 2013, il est présent sur l'étape de Coupe du monde de Sotchi où, grâce à une 38e place sur l'individuel, il marque ses premiers et uniques points. Il remporte aussi trois médailles dont deux en or à l'Universiade d'hiver de 2013 au Trentin.

## Palmarès

### Coupe du monde
- Meilleur classement général : 97e en 2013.
- Meilleur résultat individuel : 38e.

#### Classements en Coupe du monde
| Saison    | Classement général final | Individuel | Sprint | Poursuite | Mass start |
| 2011-2012 | nc                       |            | nc     | nc        |            |
| 2012-2013 | 97e                      | 67e        | nc     |           |            |

### Universiade
- Trentin 2013 :
  -  Médaille d'or du relais mixte et de l'individuel.
  -  Médaille d'argent à la poursuite.

### Championnats d'Europe
- Médaille de bronze du sprint et du relais en 2012.

### Championnats du monde de biathlon d'été
- Médaille d'or du relais mixte en 2015.
- Médaille d'argent de la poursuite en 2016.
- Médaille de bronze du sprint en 2016.

### IBU Cup
- 5 podiums, dont 1 victoire.